# 極深石首魚
極深石首魚為輻鰭魚綱鱸形目鱸亞目石首魚科的其中一種，分布西大西洋區，發現於哥倫比亞、委內瑞拉、千里達及巴拿馬海域，棲息深度70-600公尺，體長可達42公分，棲息在沿海沙泥底質海域，屬肉食性，以蝦子及小魚為食，可做為食用魚。